# Унгерхаузен
Унгерхаузен (њем. Ungerhausen) општина је у њемачкој савезној држави Баварска. Једно је од 52 општинска средишта округа Унтералгој. Према процјени из 2010. у општини је живјело 1.048 становника. Посједује регионалну шифру (AGS) 9778205.

## Географски и демографски подаци
Унгерхаузен се налази у савезној држави Баварска у округу Унтералгој. Општина се налази на надморској висини од 615 метара. Површина општине износи 7,0 km². У самом мјесту је, према процјени из 2010. године, живјело 1.048 становника. Просјечна густина становништва износи 149 становника/km².